# 岡崎徹 (実業家)
岡崎 徹（おかざき とおる）は、日本の実業家。株式会社mtc.代表取締役・CEO、ZOZO（旧・株式会社スタートトゥデイ）元マーケティング部長。

## 人物・経歴
鹿児島県出身。私立志學館高等学校（鹿児島県）卒業。1999年、立教大学社会学部産業関係学科（現・経営学部）に入学。2003年、大学卒業後、SIerに入社。
汎用機を中心としたシステムエンジニアとして従事。2007年、ZOZOTOWNを運営する株式会社スタートトゥデイ（現・株式会社ZOZO）に入社。
入社後4年間はサーバーサイドとクライアントサイドの両方をシステム部のSEとして担当し、BtoBの立ち上げや倉庫の立ち上げ、サイトリニューアル等を行った。2010年11月、CRM部署の新設に伴いマーケティング部署に異動。その後、マーケティング部長としてCFMという独自のCRM理論を展開しCFMシステムをスクラッチで創り上げたが、システムによるZOZOTOWNの売り上げが全体の3分の1を占めることとなった。
2017年3月、合同会社mtc.（現・株式会社mtc.）を創業し、代表取締役に就任。経営戦略～CRM支援やマーケティングセミナーの登壇等でも、幅広く活動している。